# Terboekt
Terboekt is een gehucht in Genk, gelegen aan de weg van Genk naar Zutendaal en tegenwoordig ingedeeld bij de wijk Groot-Sledderlo.
Ten noorden van Terboekt strekken de bossen van het Nationaal Park Hoge Kempen zich uit.
In Terboekt bevindt zich aan de Meistraat de Onze-Lieve-Vrouw-van-Rustkapel, een betreedbare kapel die gewijd is aan Onze-Lieve-Vrouw van Rust, met een kopie van het beeldje uit Heppeneert en daarnaast nog enkele andere heiligenbeeldjes. De kapel werd in 1938 gebouwd op kosten van de familie Van Craybex-Lenaerts. Architect was Driessen.
De kapel was vroeger een doel van bedevaartgangers en processies. Tegenwoordig is ze in slechte staat.

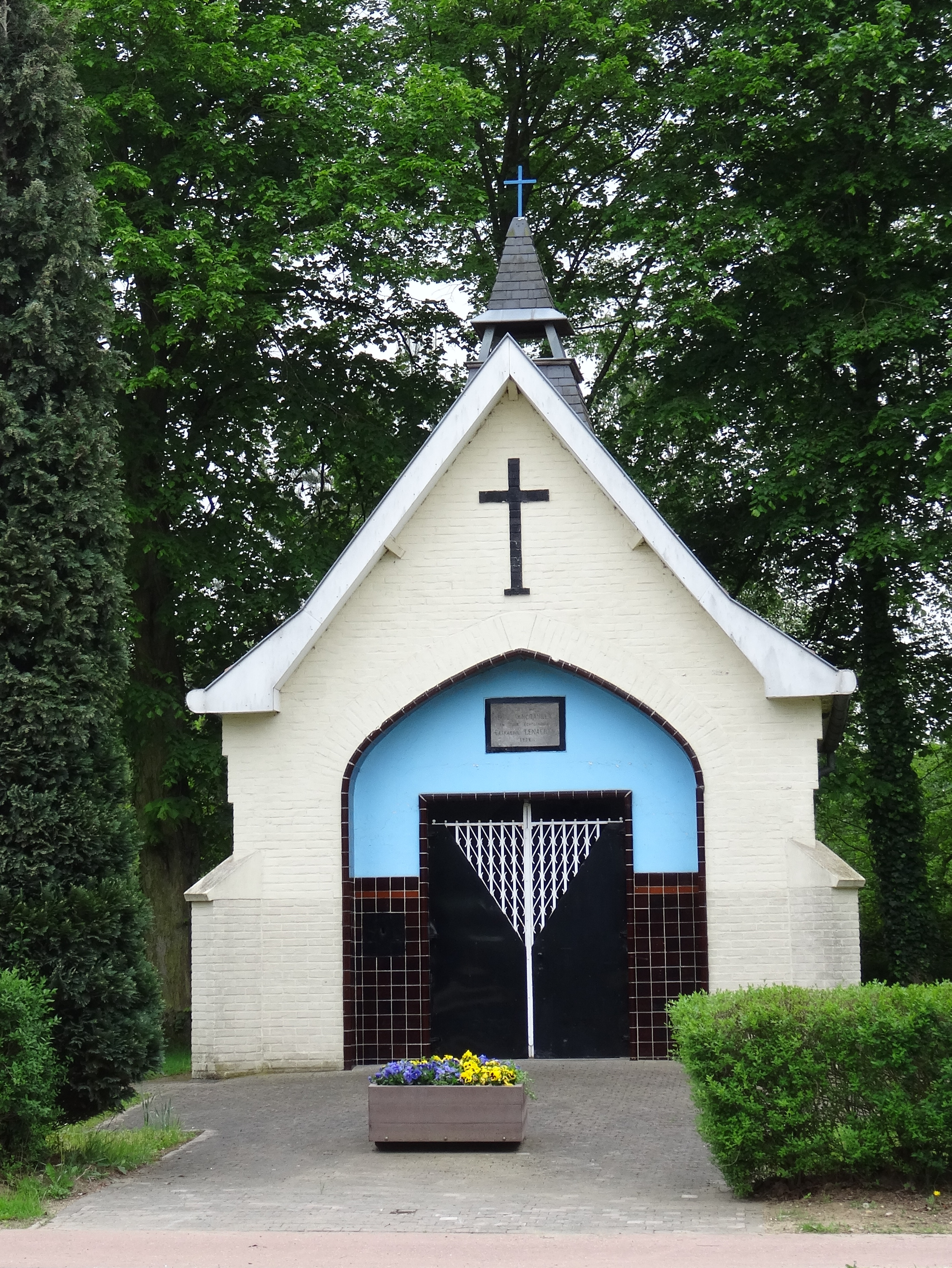
© Pasal Van Acker